# 礼部司
礼部司，礼部官署名称。
隋朝始置禮部司，为禮部四司之一，设禮部侍郎一员主管禮部司，开皇六年（586年）再设禮部員外郎一员。大业三年（607年），正副官员改为仪曹郎、仪曹承务郎。唐朝武德三年（620年）恢复礼部郎中、礼部员外郎的旧名。礼部郎中从五品上，礼部员外郎从六品上。管理礼乐、学校、仪式、制度、衣冠、符印、表疏、册命、祥瑞、铺设、丧葬。龙朔二年（662年）改为司礼司，正副官员改为司礼大夫、司礼员外郎。咸亨元年（670年），恢复礼部司的旧名。光宅元年（684年）改为春官司，正副官员改为春官郎中、春官员外郎。神龙元年（705年），恢复礼部司的旧名。五代十国沿置，宋朝作为直属礼部的郎中、员外郎，不设礼部司。